# كيدز
«كيدز» (بالإنجليزية: Kids)‏ أو «أطفال» هو دويتو بين روبي ويليامز وكايلي مينوغ، وصدرت بكونها الأغنية الثانية من ألبوم وليامز الرابع، سينغ وين يور وينينغ، الثالثة من ألبوم مينوغ السابع، لايت يير. قام وليامز بتأليف الأغنية لصالح مينوغ، وذلك مع شريكه في تأليف الأغاني وقتها غاي تشامبرز.
أعجب وليامز بالأغنية فقرر تحويلها إلى ثنائي. وفي الوقت الذي تم فيه تأيف الأغنية، طلبت مينوغ من وليامز أن يؤلف لها بعض الأغاني لألبومها لايت يير، الذي كان الأول على شركة بارلوفون. قرر ويليامز إدراج الأغنية على ألبومه وإصدراها بشكل منفرد. حققت الأغنية النجاح عند إصدارها عام 2000. كما أصدرت على لعبة جي تي أي 5 على محطة إذاعية خيالية.

## روابط خارجية
- كيدز على موقع أول موفي (الإنجليزية)